# کیم سون وونگ
کیم سون وونگ (کره‌ای: 김선웅؛ زادهٔ ۱ نوامبر ۱۹۹۱) خواننده و بازیگر اهل کره جنوبی است. او یکی از اعضای گروه پسرانه کره‌ای تاچ است. کیم به خاطر ایفای نقش اصلی در ما بوی و ضربه تپنده ۲ شناخته می‌شود.

## فیلم‌شناسی

### فیلم
| سال  | عنوان                      | نقش        | منابع |
| ---- | -------------------------- | ---------- | ----- |
| ۲۰۱۶ | قهرمان افسانه‌ای سه پادشاهی | ژوگه لیانگ | [ ۲ ] |
| ۲۰۱۸ | آیا ما عاشق شدیم؟          | جانگ       | [ ۳ ] |
| ۲۰۱۹ | تغییرناپذیر                | کیم گون    | [ ۴ ] |
| ۲۰۲۰ | دوست داری؟                 | بیونگ اوه  | [ ۵ ] |

### مجموعه تلویزیونی
| سال  | عنوان                 | نقش                  | منابع        |
| ---- | --------------------- | -------------------- | ------------ |
| ۲۰۱۱ | به عشق ایمان دارم     | عضو گروه آیدل آردی‌ام | [ ۶ ]        |
| ۲۰۱۲ | ما بوی                | آیرین / هیون‌وو       | [ ۷ ] [ ۸ ]  |
| ۲۰۱۴ | از بخت بد عاشقت شدم   | مون وو بین           | [ ۹ ] [ ۱۰ ] |
| ۲۰۱۴ | مرد تیغه‌ای            | کیونگ هو             | [ ۱۱ ]       |
| ۲۰۱۵ | همه چیز دربارهٔ مادرم  | مین سون              | [ ۱۲ ]       |
| ۲۰۱۶ | قهرمان افسانه‌ای       | ژوگه لیانگ           | [ ۱۳ ]       |
| ۲۰۱۶ | سیندرلا و چهار شوالیه | دوست هیون مین        | [ ۱۴ ]       |
| ۲۰۱۶ | ضربه تپنده ۲          | گو یی را             | [ ۱۵ ]       |
| ۲۰۱۷ | بازگشت عشق            | اوه ده یونگ          | [ ۱۶ ]       |
| ۲۰۲۲ | حالا زیباست           | کارگر بونگ فود       |              |
| ۲۰۲۲ | ووری باکره            | نو مان چول           | [ ۱۷ ]       |